# ɷ
Cette page contient des caractères spéciaux ou non latins. S’ils s’affichent mal (▯, ?, etc.), consultez la page d’aide Unicode.
L’oméga fermé, ɷ (en minuscule), est une lettre additionnelle de l’alphabet latin qui est utilisée dans l’alphabet dialectal suédois et qui était utilisée dans l'alphabet phonétique international avant d’être remplacée par l’upsilon latin ‹ ʊ › en 1989. Elle a la forme d’un oméga rond, c’est-à-dire fermé, ou d’un o avec une encoche.

## Utilisation

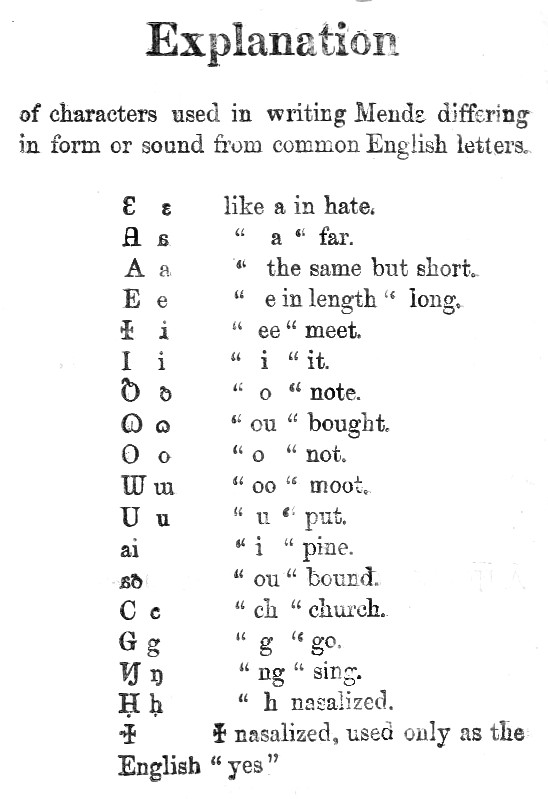
Lettres additionnelles de l’alphabet de Pitamn, dont l’oméga fermé, utilisées dans l’Évangile de Luc en mendé de 1871.

L’oméga fermé est utilisé comme lettre dans l’alphabet phonotypique d’Isaac Pitman, dès 1844, et est utilisé dans plusieurs adaptations de l’alphabet de Pitman, notamment dans des ouvrages de missionnaires en mendé.
La lettre est aussi utilisée dans l’alphabet phonétique d’Edwin Leigh,,, qui a été utilisé dans les écoles de Saint-Louis des années 1860 aux années 1880.
Carl Jakob Sundevall utilise à son tour cette lettre dans son alphabet phonétique dans les années 1850.
En 1860, Samuel Stehman Haldeman utilise l’oméga fermé comme symbole phonétique dans Analytic orthography pour représenter le « o fermé italien »,.
L’alphabet dialectal suédois (landsmålsalfabetet) utilise l’oméga fermé ‹ ɷ › pour représenter une voyelle pré-fermée postérieure arrondie ([ʊ] ou [u˕] avec l’alphabet phonétique international). Celui-ci est utilisé parfois avec une majuscule dans plusieurs articles des Archives des traditions populaires suédoies (sv).

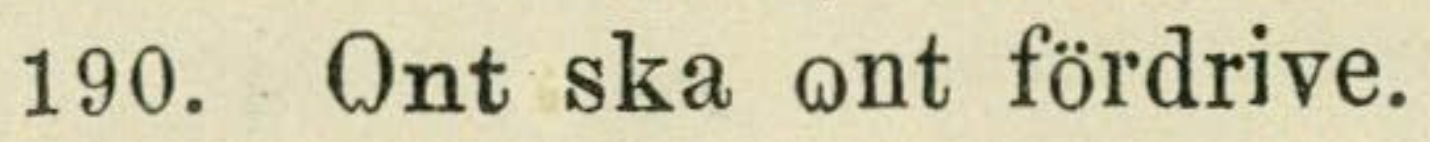
Oméga fermé majuscule et oméga fermé minuscule dans un article de 1904 d’Emil Svensén (sv).
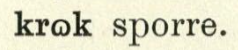
Oméga fermé minuscule dans un article de 1937 de Percy Nilsson.
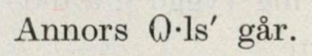
Oméga fermé majuscule dans un article de 1955 d’Ingermar Ingers.
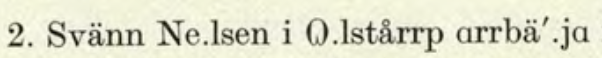
Oméga fermé majuscule dans un article de 1963 de Helge Andersson.

Emil Studer utilise l’oméga fermé et d’autres lettres avec encoche dans son alphabet phonétique en 1884 et 1902,.
En turcologie, Vassili Radloff utilise l’oméga fermé ‹ ɷ › et l’oméga fermé tréma ‹ ɷ̈ › dans l’alphabet mixte (mélangeant des lettres latines et cyrilliques) de son dictionnaire des dialectes de langues turques en quatre volumes publié de 1893 à 1911. Radloff avait noté aurapavant ces lettres ‹ ɷ › et ‹ ɷ̈ › par ‹ ạ › et ‹ ạ̈ › dans une grammaire comparée des langues turques du nord publiée en 1882.

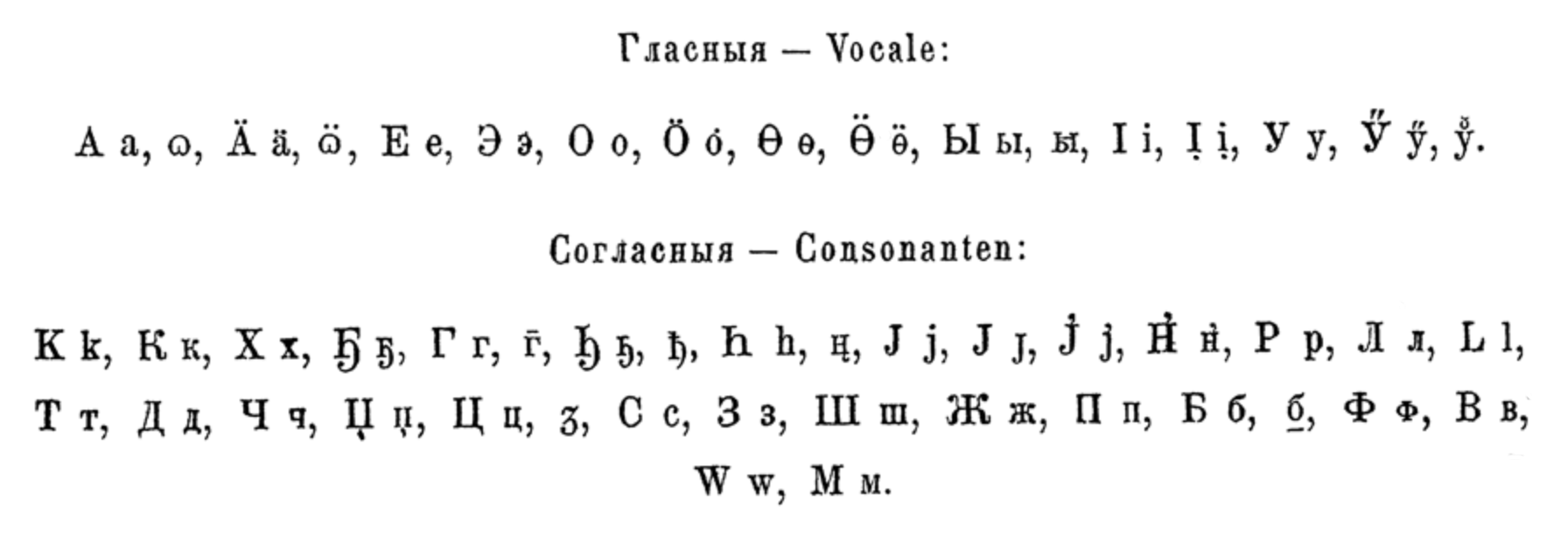
Alphabet dans Radloff 1893.

Dans certains de ses ouvrages sur les dialectes de langues slaves du sud Jan Baudoin de Courtenay utilise l’oméga fermé ‹ ɷ › ainsi que l’oméga fermé culbuté ‹ ɷ › comme symboles phonétiques pour representer respectivement une voyelle entre a et o, c’est-à dire une voyelle mi-ouverte postérieure arrondie [ɔ], et une voyelle entre o et u, c’est-à dire une voyelle mi-fermée postérieure arrondie [o],.

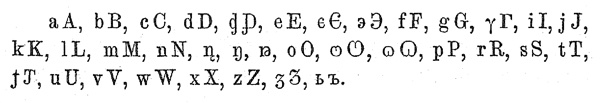
Lettres de base de l’alphabet phonétique de Courtenay en 1904.

Charles A. Story utilise la lettre ɷ dans le Universal Alphabet dans un ouvrage publié en 1907.

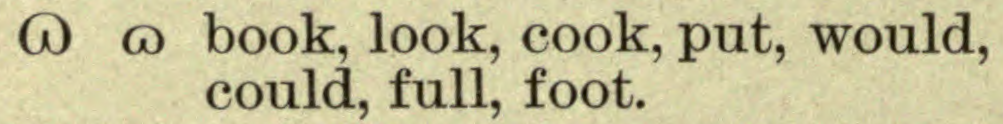
« ɷ » utilisé par Charles A. Story en 1907.

Pour l’alphabet phonétique international, dans un article du mɛːtrə fɔnetik [Maître phonétique] de 1912, Henry Buergel Goodwin propose le symbole décrit comme ayant la forme d’un « oméga arrondi » (emprunté à l’alphabet dialectal suédois de Lundell) plutôt que l’oméga grec ‹ ω › qu’il utilise dans un article de 1911, pour par exemple transcrire le suédois sol : [sɷːl]. Il est utilisé provisionnellement par exemple dans un specimen de transcription du suédois dans le Maître phonétique de 1927.
En 1942, Daniel Jones propose le oméga fermé ‹ ɷ › de Lundell pour remplacer l’upsilon latin ‹ ʊ ›, à la suite du mouvement en faveur de l’utilisation de polices de caractères sans empattement, comme la police Gill Sans. Sans empattement, l’upsilon latin est facile à confondre avec le o ou, quand il a des traits latéraux droits, avec le u.
L’oméga fermé est adopté, en 1943, comme alternative au symbole upsilon latin ‹ ʊ › pour représenter une voyelle pré-fermée postérieure arrondie, et officiellement retiré en faveur de ce dernier en 1989.

## Représentations informatiques
Le oméga fermé peut être représenté avec les caractères Unicode (Alphabet phonétique international) suivants :
| formes    | représentations | chaînes de caractères | points de code | descriptions                        |
| --------- | --------------- | --------------------- | -------------- | ----------------------------------- |
| majuscule |                 |                       |                | (non codé)                          |
| minuscule | ɷ               | ɷ                     | U+0277         | lettre minuscule latine oméga fermé |